# Alexander McDonald (homme politique britanno-colombien)
Pour les articles homonymes, voir Alexander McDonald et McDonald.
Alexander McDonald (1er novembre 1876-20 novembre 1945) est un homme politique canadien de la Colombie-Britannique. Il est député provincial libéral de la circonscription britanno-colombienne de The Islands de 1934 à 1937,.